# Die Wette (film 1933)
Die Wette è un cortometraggio del 1933 diretto da Georg Jacoby.

## Produzione
Il film fu prodotto da Peter Paul Brauer per l'Universum Film (UFA).

## Distribuzione
Distribuito dall'Universum Film (UFA), uscì nelle sale cinematografiche tedesche nel 1933.